# La Roue chanceuse
La Roue chanceuse est un jeu télévisé québécois animé par Donald Lautrec et diffusé du 1er mai 1989 au 29 mai 1992 sur le réseau Télévision Quatre-Saisons.
Il s'agissait d'une adaptation du jeu télévisé américain Wheel of Fortune. Son hôtesse était Lyne Sarrazin. À l'époque, la traduction littérale, Roue de fortune, était déjà utilisée par Loto-Québec.